# Теодор Сигрица
Теодор Сигрица (умро 924. године) био је бугарски војсковођа и кавкан (први министар) цара Симеона I.

## Биографија
Године 895. Теодор је предводио делегацију која је у Цариграду разменила заробљенике са Византијом. Године 917. предводио је казнену експедицију против српског владара Петра, непосредно након велике бугарске победе код Анхијала. Шест година касније предводио је још једну експедицију заједно са Мармаисом, али је током похода убијен. 